# شعب الصيدي (حبيل جبر)

تعديل مصدري - تعديل

شعب الصيدي هي إحدى قرى عزلة حبيل جبر بمديرية حبيل جبر التابعة لمحافظة لحج، بلغ تعداد سكانها 34 نسمة حسب تعداد اليمن لعام 2004.